# Werner Wilhelm von Blaspiel
Werner Wilhelm (Reichsfreiherr) von Blaspiel (* um 1615, † 1681 in Berlin, alternative Schreibweisen: Blaspeil, Blaspijl oder Blasspiel) war ein brandenburgischer Politiker und Diplomat.

## Leben

### Herkunft und Familie
Werner Wilhelm von Blaspiel war ein Sohn des reformierten klevischen Landrentmeisters und Amtskammerrates Lucas Blaspiel (1585–1668) und der Margarte, geborene Bachmann († 1664). Der preußische Staatsmann Johann Moritz von Blaspiel († 1723) war sein Sohn.

### Werdegang
Während der Residenzzeit des Großen Kurfürsten in Kleve von 1647 bis 1649 wurde Blaspiel zum Geheimen Regierungs- und Amtskammerrat ernannt. Als Gesandter des brandenburgischen Staates und Diplomat erwarb er sich hohes Ansehen, insbesondere durch Beseitigung der bilateralen Streitigkeiten um die Rückzahlung von Staatsschulden an Holland, durch die er sich einerseits eine Konsolidierung der Beziehungen beider Länder und andererseits eine engere Zusammenarbeit unter Einbeziehung der Habsburgerstaaten gegen Ludwig XIV. erhoffte. Am Zustandekommen des brandenburgisch-pfälzischen Erbvergleichs über die jülich-klevischen Lande 1666 und an den Verhandlungen zum Frieden von Nimwegen 1676–78 war er maßgeblich beteiligt. Am 19. Dezember 1678 wurde Blaspiel in den Reichsfreiherrnstand erhoben.